# Charles W. Bagnal

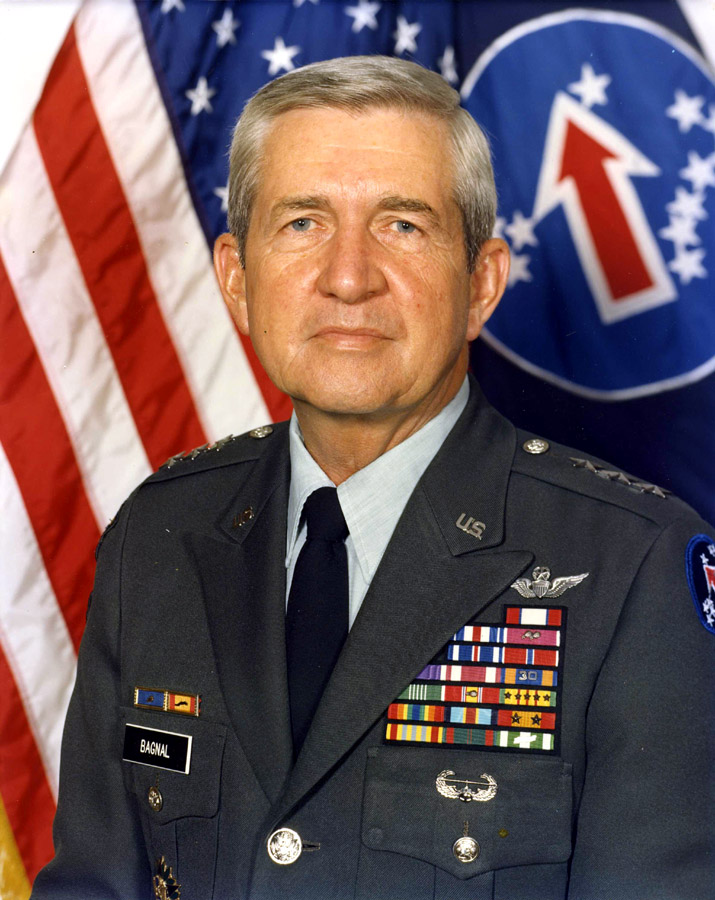
Charles W. Bagnal

Charles Wilson Bagnal (* 15. April 1934 in Mont Clare, Darlington County, South Carolina; † 30. Juni 2015 in Columbia, Richland County, South Carolina) war ein Generalleutnant der United States Army.
Charles Bagnal war der Sohn von William Kenneth Bagnal (1908–1981) und dessen Frau Clara Wilson (1913–1988). Er besuchte die öffentlichen Schulen in Florence (South Carolina). Im Jahr 1952 absolvierte er die High School. In den Jahren 1952 bis 1956 durchlief er die United States Military Academy in West Point. Nach seiner Graduation wurde er als Leutnant der Artillerie zugeteilt. In der Armee durchlief er anschließend alle Offiziersränge bis zum Dreisterne-General.
Im Lauf seiner militärischen Karriere absolvierte Bagnal verschiedene Kurse und Schulungen. Dazu gehörten unter anderem das United States Army War College und das Command and General Staff College. Außerdem schloss er eine Ausbildung zum Militärpiloten ab.
In seinen jüngeren Jahren absolvierte er den für Offiziere in den niederen Rangstufen üblichen Dienst in verschiedenen Einheiten und Standorten. Im weiteren Verlauf seiner Laufbahn kommandierte er Einheiten auf fast allen militärischen Ebenen. Zwischenzeitlich wurde er auch als Stabsoffizier eingesetzt. Dabei war er unter anderem in Fort Campbell in Kentucky, Hanau in Deutschland und Fort Sill in Oklahoma stationiert. Im Jahr 1966 nahm er als Major erstmals am Vietnamkrieg teil. Dort kommandierte er eine der 1. Kavalleriedivision unterstehende Einheit. Von 1969 bis 1971 war er Stabsoffizier im Heeresministerium. Dann kehrte er als Oberstleutnant nach Vietnam zurück, wo er das 52nd Combat Aviation Battalion kommandierte. Später bekleidete er wieder einige Generalstabsaufgaben. Dann wurde er Kommandeur der 101st Aviation Group, die der 101. Luftlandedivision unterstand. In dieser Division war er als Assistant Division Commander im Generalstab tätig.
Von 1977 bis 1980 war Charles Bagnal als Stellvertreter von Andrew J. Goodpaster Deputy Superintendent der Militärakademie in West Point. Nach einer weiteren Verwendung als Stabsoffizier im Heeresministerium übernahm er im August 1981 als Nachfolger von Jack V. Mackmull das Kommando über die 101. Luftlandedivision, deren Hauptquartier sich in Fort Campbell in Kentucky befand. Nachdem er dieses Kommando im Juni 1983 an seinen Nachfolger James E. Thompson Jr. übergeben hatte, wurde Bagnal zum United States Army Training and Doctrine Command versetzt, wo er von 1983 bis 1985 stellvertretender Kommandeur war.
Im Juni 1985 übernahm Charles Bagnal als Nachfolger von James M. Lee das Kommando über das damalige United States Army Western Command, einen direkten Vorläufer der späteren United States Army Pacific. Das Hauptquartier dieser Kommandozentrale lag in Fort Shafter bei Honolulu auf Hawaii. Bagnal behielt sein Kommando bis zum August 1989. In dieser Zeit wurde erwogen seine Stelle um einen Rang zum Viersterne-General zu erhöhen. Dies war aber politisch im Kongress nicht durchsetzbar. Nach der Kommandoübergabe an Claude M. Kicklighter schied Charles Bagnal aus dem aktiven Militärdienst aus.
Nach seiner Militärzeit studierte Bagnal an der University of South Carolina Jura. Nach seiner Zulassung als Rechtsanwalt war er von 1995 bis 2005 in einer Kanzlei tätig. Danach engagierte er sich in verschiedenen Veteranenorganisationen, für die er auch als Rechtsanwalt pro bono tätig war. Der mit Patricia (Patsy) Ann Smith verheiratete Offizier starb am 30. Juni 2015 und wurde auf dem Friedhof der Militärakademie in West Point beigesetzt.

## Orden und Auszeichnungen
Charles Bagnal erhielt im Lauf seiner militärischen Laufbahn unter anderem folgende Auszeichnungen:
- Army Distinguished Service Medal
- Silver Star
- Legion of Merit
- Distinguished Flying Cross
- Bronze Star Medal
- Meritorious Service Medal
- Air Medal
- Purple Heart